# Bayu (Kuta Makmur)
Bayu is een bestuurslaag in het regentschap Aceh Utara van de provincie Atjeh, Indonesië. Bayu telt 714 inwoners (volkstelling 2010).